# Porsche 936
Porsche 936 – samochód wyścigowy wprowadzony w roku 1976 przez Porsche jako następca modelu Porsche 908. Nazwa samochodu pochodzi od silnika zastosowanego w modelu, który stosowany był w Porsche 930 oraz od tego, że samochód miał brać udział w wyścigach Grupy 6.
Samochód został zbudowany z myślą o udziale w World Sportscar Championship oraz 24h Le Mans w Grupie 6, model zwyciężał w obydwu seriach. Pojazd 002 z numerem startowym #20 kierowany przez Jacky'ego Ickxa oraz Gijsa van Lennepa zwyciężył wyścig Le Mans, samochód 001 z numerem startowym #18 sterowany przez Reinholda Joesta oraz Jürgena Bartha doznał awarii silnika. Zwycięstwa odnosił również bliźniaczo podobny model przygotowany do startów w Grupie 5, Porsche 935. Dwumiejscowy samochód wyposażony w otwarte nadwozie typu spider napędzany był przez chłodzony cieczą, sześciocylindrowy silnik o przeciwległych cylindrach wspomagany pojedynczą turbosprężarką. Przy pojemności 2140 cm³ generował on moc 540 KM. Przy konstrukcji podwozia opierano się na Porsche 917, również wiele innych części zastosowanych w samochodzie pochodzi z tego modelu. Początkowo samochód Martini Racing był czarny, pokrywa silnika za pałąkiem zabezpieczającym była płaska. Wielki garb oraz wlot powietrza został zamontowany dopiero później. Nie służył on jednak do chłodzenia silnika, lecz przejął on funkcję intercoolera.
W latach 1976–1981, reprezentujące własnego konstruktora Porsche 936 zwyciężyło 24h Le Mans trzykrotnie. Uczynił to Jacky Ickx (1976, 1977, 1981). W roku 1978, dwa wcześniej zwycięskie pojazdy, zajęły drugą i trzecią lokatę, tuż za Renault. Nowy pojazd z numerem 003 został zniszczony podczas wyścigu. Porsche nie zamierzało sprzedawać 936 prywatnym klientom, zamiast tego mieli oni używać 935 oraz starszych 908. Sezon 1979 był niepomyślny, udział wzięły dwa egzemplarze 936, jeden uległ zniszczeniu na Silverstone.
Następca, Porsche 956, wprowadzony został w roku 1982.